# Unio tumidiformis
La náyade túmida (Unio tumidiformis) es una especie de molusco bivalvo de agua dulce. Es un endemismo de la península ibérica encontrándose en las cuencas de los ríos Guadiana, Mira y Sado.

## Ciclo vital
Al igual que otras náyades y mejillones de agua dulce (orden Unionoida), Unio tumidiformis experimenta un estadio larvario, llamado gloquidio, en el que infecta las branquias de un pez hospedador. Tras esta fase se produce una metamorfosis y comienza la fase juvenil de vida libre.